# Friesea quinquespinosa
Friesea quinquespinosa är en urinsektsart som beskrevs av Einar Wahlgren 1900. Friesea quinquespinosa ingår i släktet Friesea, och familjen Neanuridae. Arten är reproducerande i Sverige.